# Середеево (озеро)
Середеево или Середеевское — озеро на юге Алольской волости Пустошкинского района Псковской области. Площадь водосборного бассейна — 347,0 км².
Площадь — 1,0 км² (98,0 га, с островами — 102,0 га). Максимальная глубина — 7,0 м, средняя глубина — 3,0 м.
На восточном берегу озера расположена деревня Середеево, на западном — деревня Комово.
Проточное. Относится к бассейну реки Крупея (Крупянка), которая в свою очередь через проточные озёра соединяется с рекой Великой.
Тип озера лещово-плотвичный с уклеей. Массовые виды рыб: щука, окунь, плотва, лещ, голавль, язь, линь, ерш, красноперка, щиповка, верховка, вьюн, пескарь, уклея, густера, карась.
Для озера характерны песчано-илистое дно, камни.